# 烏韋茲河
烏韋茲河（法語：Ouvèze，法語發音：[uvɛz]）是法國的河流，位於該國南部，屬於罗讷河的左支流，河道全長93公里，流域面積910平方公里，發源自乌韦兹河畔蒙托邦，河口處在索尔格。

## 外部連結
- http://www.geoportail.fr （页面存档备份，存于）
- Sandre数据库中的烏韋茲河